# アトゥク島
アトゥク島（アトゥクじま）は、沖縄県八重山郡竹富町の西表島西部を流れる浦内川の河口に位置する無人島である。アトゥク岩、アトク島とも呼ばれる。西表石垣国立公園の第2種特別地域に指定されている。

## 概要

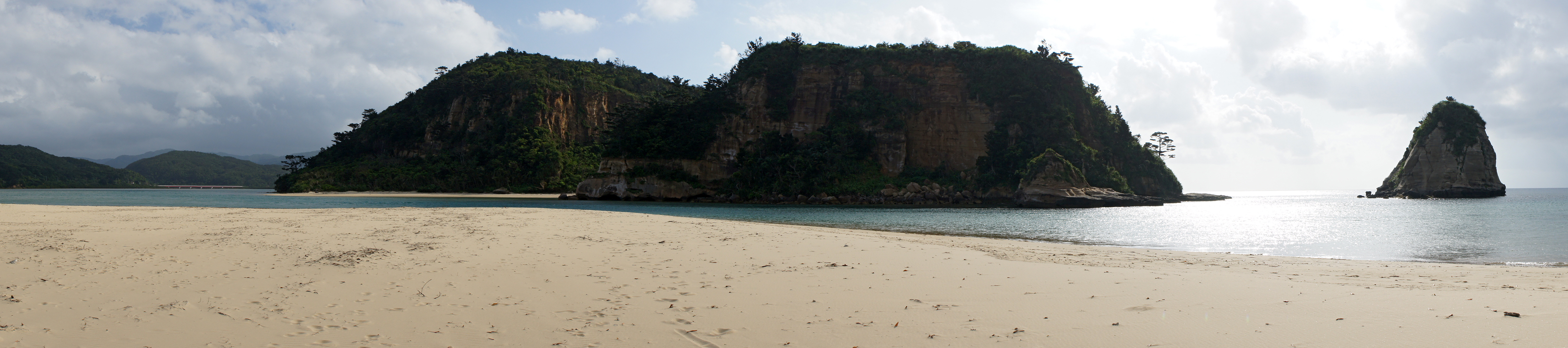
トゥドゥマリの浜（月ヶ浜）から望むアトゥク島

「アトゥク」は方言でウミウを意味する。大小2つの島からなり、大きい方がウブアトゥク（大アトゥク）、小さい方がグマアトゥク（小アトゥク）と呼ばれる。北東・南西間の長さが180m、それに直交する方向の幅は100mほどである。周囲が急な崖となっている岩山状の島で、地質的には西表島と同じ新第三紀中新世の砂岩層からなる。
伝承によれば、かつて浦内川は現在の与那田川を河口としていたが、豪雨によって現在の河口部が海と繋がり、この際にアトゥク島も切り離されたという。
ウブアトゥクの頂上には浦内御嶽のイビ（神域）があったとされ、何かを持ち出そうとすると降りることができなくなるという伝承がある。しかし、キャプテン・キッドの宝物が埋蔵されているとの噂が立ち、大正時代初頭に全島が掘り返された。

## 交通
- 浦内川を挟んで対岸にあるトゥドゥマリの浜（月ヶ浜）まで、上原港からバスで10分、「星野リゾート 西表島ホテル」停留所下車、徒歩5分。